# Marita Skammelsrud Lund
Marita Skammelsrud Lund (Lørenskog, 29 de janeiro de 1989) é uma ex-futebolista norueguesa que atua como defensora.

## Carreira
Marita Skammelsrud Lund integrou o elenco da Seleção Norueguesa de Futebol Feminino, nas Olimpíadas de 2008. 